# MCH Арена
MCH Арена (дан. MCH Arena) — футбольний стадіон у місті Гернінг, Данія. Цей стадіон використовується як домашнє поле команди «Мідтьюлланн». Перший матч на цьому стадіоні «Мідтьюлланн» виграв у команди Akademisk Boldklub з рахунком 6-0. До 2009 року стадіон був відомий як САС Арена.
Messecenter Herning є власником цього стадіону. Приблизно 85 млн. DKK, коштувало побудувати цей стадіон.
Цей стадіон може приймати матчі Ліги Європи УЄФА і матчі національних збірних країн.
Стадіон локально відомий як Зідан Арена, тому що Мохамед Зідан, колишній нападник FC Midtjylland, забив дев'ять м'ячів у перших трьох матчах на цьому стадіоні.